# Santiago of the Seas
Santiago of the Seas (no Brasil e em Portugal como Santiago dos Mares) é uma série de animação computadorizada americana criados por Niki Lopez, Leslie Valdes, e Valerie Walsh Valdes. A série estreou na Nickelodeon nos Estados Unidos desde em 9 de outubro de 2020.

## Premissa
A série segue Santiago, um pirata de 8 anos, e sua tripulação enquanto embarcam em resgates, descobrem tesouros escondidos e mantêm o alto mar do Caribe seguro. A série é infundido com a língua espanhola e cultura e currículo latino-caribenho.

## Personagens
| Personagem       | Voz original                                                |
| ---------------- | ----------------------------------------------------------- |
| Santiago Montes  | Kevin Chacon (1ª Temporada) Valentino Cortes (2ª Temporada) |
| Tomás            | Justice Quiroz                                              |
| Lorelai          | Alyssa Cheatham                                             |
| Bonnie Bones     | Kyndra Sanchez                                              |
| Sir Butterscotch | John Leguizamo (1ª Temporada) Eric Lopez (2ª Temporada)     |
| Pepito           | Robin de Jesús                                              |

## Exibição
A série estreou em 9 de outubro de 2020 na Nickelodeon e nos canais Nick Jr. internacionalmente.
No Brasil, a série estreou na Nickelodeon e Nick Jr. Brasil em 5 de abril de 2021.

## Recepção
A série recebeu uma recepção positiva. Emily Ashby, da Common Sense Media, chamou a série de "excepcional" e elogiou-a por celebrar a bondade e a coragem. Ela também afirmou que a série é "visualmente atraente" e argumentou que a dedicação dos personagens em trabalhar juntos e suas personalidades contribuem para uma "visão agradável". Ela elogiou ainda mais a série por expor pré-escolares ao idioma espanhol através de "termos úteis que são facilmente aprendidos" no contexto da série.